# Murphy (Carolina del Nord)
Murphy és una població dels Estats Units i seu del comtat de Cherokee a l'estat de Carolina del Nord. Segons el cens del 2000 tenia 1.568 habitants.

## Demografia
Segons el cens del 2000, Murphy tenia 1.568 habitants, 725 habitatges i 440 famílies. La densitat de població era de 265,5 habitants per km².
Dels 725 habitatges en un 22,2% hi vivien nens de menys de 18 anys, en un 41,5% hi vivien parelles casades, en un 15,6% dones solteres, i en un 39,3% no eren unitats familiars. En el 36,4% dels habitatges hi vivien persones soles el 21,2% de les quals corresponia a persones de 65 anys o més que vivien soles. El nombre mitjà de persones vivint en cada habitatge era de 2,13 i el nombre mitjà de persones que vivien en cada família era de 2,71.
Per edats la població es repartia de la següent manera: un 20,3% tenia menys de 18 anys, un 8,9% entre 18 i 24, un 23,2% entre 25 i 44, un 23,4% de 45 a 60 i un 24,2% 65 anys o més.
L'edat mediana era de 43 anys. Per cada 100 dones de 18 o més anys hi havia 80,6 homes.
La renda mediana per habitatge era de 24.952 $ i la renda mediana per família de 35.234 $. Els homes tenien una renda mediana de 30.395 $ mentre que les dones 16.908 $. La renda per capita de la població era de 16.926 $. Entorn del 16,7% de les famílies i el 22,9% de la població estaven per davall del llindar de pobresa.

## Poblacions més properes
El següent diagrama mostra les poblacions més properes.